# أيهم محمود العباد
أيهم محمود العباد شاعر عراقي من مواليد مدينة العلم 1987م ويعد واحداً من أهم شعراء جيل ما بعد الحداثة الذين برزوا في العراق بعد عام 2003م.
ظهرت موهبته الشعرية في مرحلة مبكرة من حياته، ووجد في قصيدة النثر الحديثة الشكل الشعري الأكثر مرونة واستيعاباً لقول ما يصعب قوله في الأشكال الشعرية الأخرى، فصار يسجّل يومياته في قالب خاص ساعياً لرسم مسار شعري يميزه عن مجايليه من الشعراء الشباب. حاز على جوائز أدبية عدة داخل وخارج العراق، كان أهمها جائزة الشعر الأولى في مسابقة مجلة معارج الفكر في برلين عام 2014 وجائزة الشعر في مهرجان القلم الحر في القاهرة عام 2013. صدرت مجموعته الشعرية الأولى (رقصة على استحياء) عن دار الروسم في بغداد عام 2015 وقد نالت اهتماماً نقدياً لافتاً. كما تُرجمت نصوصه إلى لغات عالمية عدة كالانكليزية والروسية والفارسية.

## حياته المهنية
ولد الشاعر في مدينة العَـلم بمحافظة صلاح الدين عام 1987، وتخرج في قسم اللغة الإنكليزية بجامعة تكريت عام 2009. بدأ بنشر قصائده ومقالاته في جريدة الصباح والزمان والوطن والمنتصف منذ عام 2005، ثم زاول العمل الصحافي في أكثر من جريدة إلكترونية كان آخرها جريدة أوراق عربية في القاهرة. ساهم إلى جانب عدد من الأدباء الرواد والشباب، في تأسيس تجمع المثقفين في العلم عام 2010. يحضّر حالياً لنيل درجة الماجستير في اللغة الإنكليزية واللسانيات وهو عضو في عدد من الملتقيات والمؤسسات الثقافية مثل (اتحاد الأدباء والكتاب في العراق، جمعية المترجمين العراقيين، نقابة الفنانين العراقيين).

## تجربته الشعرية
تتصف قصيدة العباد بنزعتها الإنسانية العميقة ومحاكاتها هموم المواطن العراقي عبر لغة سهلة ممتنعة بعيدة عن التكلف والصنعة، وغالباً ما تدور موضوعات القصائد حول أسئلة الهوية والوجود والمصير في إطار فلسفي يتميز بكثافة التعبير واختزال المعاني والأفكار.

## الأصداء النقدية
حظيت تجربة الشاعر بدراسات نقدية عديدة على مستوى النقد الثقافي الانطباعي والتجريبي، نشير إلى بعض منها:
يرى الناقد باقر صاحب في مقالته «مع الشعراء الشباب» أن «أيهم العباد يبدو أكثر انشغالا بشعرنة الوقائع اليومية، لإيمانه أن ضميره الشعري يحتم عليه الاغتراف من هذا الواقع الأليم، لا لشيء إلا لأجل الانتصار على أحزان الناس في يومياتهم ووحشة المدن لخلوها من بصمات الحياة الحقيقية، عديد موضوعات نصوصه تقارب هذا الحزن العراقي الذي لا ينضب».
فيما تناول الكاتب جمال نوري تجربة الشاعر في دراسة طويلة له بعنون «المساخرة والمفارقة في مجموعة رقصة على استحياء» وجاء فيها: «يشتغل الشاعر على اجتراح السخرية والمفارقة في تحد خاص وتعامل استثنائي مع اللغة التي تغادر منبريتها وطرق البوح المألوفة لتدشن ضرورة ان يكون شعرنا ساخرا، ومتهكما، ومريرا، وكاريكتوريا حيث يرتفع اداء المفارقة لكي تصبح القصيدة بكل محمولاتها اداة سخرية من الواقع والنسق المتواتر بكل جموده».
وفي سياق آخر يصف الناقد إسماعيل إبراهيم عبد قصائد الشاعر بأنها «تغور في قلب القضايا المماسة لحيوات الشعب كالتآخي والحرية والسلام والعدالة والرفاهية.. إنه مولع بهموم الفقراء شعراء شغيلة صعاليك.. انحيازه الفكري والشعري يجعله ممثلا ً بارعاً لروحية شعر الشعب».                                                                                                                        

## أعمال الشاعر
- رقصة على استحياء، الطبعة الأولى عن دار الروسم، بغداد 2015 توزيع دار المؤلف في بيروت. الطبعة الثانية عن دار فضاءات، عمّان 2018.[3]
- قبل أن ينقرضَ العالم، دار سطور، بغداد، 2019.[4]
- صورة تذكارية في الجنة، دار شهريار، البصرة، 2021.

كما نُشرت قصائده في:
- أنطولوجيا الشعر المعاصر في محافظة صلاح الدين، دمشق 2013.[5]
- كتاب الكرّادة،  قصائد لشعراء عراقيين يستنكرون مجزرة الكرادة، بغداد 2016.[6]
- مبدعون، سيرة ونتاجات أدباء محافظة صلاح الدين، تكريت 2016.[7]
- Voices from Iraq, United States of America 2017.[8]